# Getavan
Getavan (in armeno Գետավան?, in azero Qozlukörpü) è una comunità rurale del distretto di Kəlbəcər, in Azerbaigian, fino al 2024 appartenente alla regione di Martakert nella repubblica di Artsakh (fino al 2017 denominata repubblica del Nagorno Karabakh).
Il paese nel 2005 contava poco meno di trecento abitanti, erano circa 400 nel 1989, e si trova sulla parte sinistra della vallata del fiume Tartar nei pressi dell'immissione del fiume nel bacino di Sarsang.